# John MacLellan
John James MacLellan (Westville, 26 de julho de 1878 – 17 de setembro de 1955) era um político provincial de Alberta, Canadá. Ele serviu como membro da Assembléia Legislativa de Alberta de 1930 a 1935, sentado com a bancada United Farmers no governo. Durante seu tempo no cargo ele serviu brevemente como ministro do governo do premier Richard Reid de 1934 a 1935.

## Carreira política
MacLellan candidatou-se à Assembléia Legislativa de Alberta nas eleições gerais de 1930 em Alberta como candidato do United Farmers no distrito eleitoral de Taber. Ele venceu uma corrida disputada de dois turnos sobre um candidato independente para manter o distrito para seu partido.
MacLellan foi promovido ao Conselho Executivo de Alberta pelo primeiro-ministro Richard Gavin Reid em 14 de julho de 1934 para dirigir o portfólio de obras públicas. Ele concorreu para a reeleição na eleição geral de 1935 em Alberta, mas foi derrotado, terminando em um distante segundo lugar entre três candidatos perdendo para o candidato do Crédito Social, James Hansen.